# Arsène Alancourt
Arsène Alancourt (Parijs, 29 februari 1892 – Clichy, 20 april 1965) was een Frans wielrenner. Hij won in 1924 een etappe in de Ronde van Frankrijk. Zijn beste Ronde van Frankrijk reed hij in 1923, waar hij als vijfde eindigde.

## Belangrijkste resultaten
1922
- 4e - Parijs-Tours

1923
- 4e - Parijs-Brussel
- 5e - Frans kampioenschap op de weg
- 5e - Ronde van Frankrijk

1924
- 1e - etappe 13 Ronde van Frankrijk
- 6e - Frans kampioenschap op de weg

1925
- 10e - Frans kampioenschap op de weg

1926
- 6e - GP Wolber

1927
- 1e - Parijs-Vichy

## Resultaten in voornaamste wedstrijden
| Jaar | Ronde van Italië | Ronde van Frankrijk | Ronde van Spanje |
| ---- | ---------------- | ------------------- | ---------------- |
| 1922 |                  | 13e                 |                  |
| 1923 |                  | 5e                  |                  |
| 1924 |                  | 7e (1)              |                  |
| 1926 |                  | opgave              |                  |
| 1927 |                  | opgave              |                  |
| 1928 |                  | opgave              |                  |

| Jaar | Milaan-San Remo | Parijs-Roubaix | Parijs-Tours | Parijs-Brussel |
| ---- | --------------- | -------------- | ------------ | -------------- |
| 1922 |                 | 24e            | 4e           |                |
| 1923 |                 |                |              | 4e             |
| 1924 |                 | 33e            |              |                |
| 1926 | 11e             |                |              |                |
| 1927 |                 | 82e            | 18e          |                |
| 1928 |                 |                | 21e          |                |